# Mošeja Bibi Kanum
Mošeja Bibi Kanum (uzbeško Bibixonim masjidi; perzijsko مسجد بی بی خانم; tudi različno zapisana kot Khanum, Khanom, Hanum, Hanim) je eden najpomembnejših spomenikov v Samarkandu v Uzbekistanu. V 15. stoletju je bila ena največjih in najveličastnejših mošej v islamskem svetu. Velja za mojstrovino timuridske renesanse. Do sredine 20. stoletja je od nje preživela le še veličastna ruševina, vendar so bili večji deli mošeje v sovjetskem obdobju obnovljeni.

## Zgodovina
Po svojem indijskem pohodu leta 1399 se je Timurlenk odločil, da bo v svoji novi prestolnici Samarkand začel graditi ogromno mošejo. Ko se je Timur leta 1404 vrnil z vojaškega pohoda, je bila mošeja skoraj dokončana. Vendar Timur ni bil zadovoljen z napredkom gradnje in je takoj dal narediti različne spremembe, zlasti na glavni kupoli.
Že od samega začetka gradnje so se pokazale težave s strukturno celovitostjo stavbe. Izvedene so bile različne rekonstrukcije in ojačitve, da bi rešili mošejo. Vendar so po le nekaj letih prve opeke začele odpadati iz ogromne kupole nad mihrabom. Obseg Timurjevih načrtov je takratne gradbene tehnike potisnilo do meja, celovitosti stavbe pa ni pomagala niti naglica pri gradnji.
Timur je mošejo poimenoval po svoji ženi Saraj Mulk Kanum. Vendar pa je mošejo Bibi Kanum dejansko naročila Saraj Mulk Kanum sama.
Konec 16. stoletja je Abdulah II. Kan (Abdollah Khan Ozbeg) (1533/4-1598), zadnji kan iz rodbine Šajbanidov iz Buhare, preklical vsa obnovitvena dela v mošeji Bibi Kanum. Po tem je mošeja počasi propadala in postala ruševina, ki so jo glodali veter, vreme in potresi. Notranji lok portalne konstrukcije se je dokončno zrušil v potresu leta 1897. Skozi stoletja so prebivalci Samarkanda plenili ruševine v iskanju gradbenega materiala, zlasti opeke zidanih galerij in marmornih stebrov.
Prva temeljna preiskava za zavarovanje ruševin je bila opravljena v sovjetskih časih. Konec 20. stoletja je uzbekistanska vlada začela z obnovo treh kupolnih stavb in glavnega portala. Leta 1974 je vlada takratne uzbekistanske SSR začela s kompleksno rekonstrukcijo mošeje. Okras kupol in fasad je bil obsežno obnovljen in dopolnjen. Med temi obnovitvami je bil na glavni svetiščni ivan mošeje dodan pas napisov, ki razkrivajo suro al-Bakara iz Korana. Od leta 2016 so dela na obnovi mošeje še potekala.

## Arhitektura
Glede na rokopise je bila mošeja zgrajena po Timurjevem ukazu v letih 1399–1405. Ima značilnosti številnih muslimanskih srednjeveških stavb, zlasti kompozicije ivanov. Mošeja sledi osnovnemu načrtu dvoriščne mošeje. Njene zunanje stene obdajajo pravokotno območje, ki meri 167 metrov) v dolžino in 109 metrov v širino in poteka približno od severovzhoda proti jugozahodu – torej v smeri kible. Vendar je bila velikost praznega prostora s pokritimi galerijami le 78 krat 64 metrov.
Vhod v mošejo s severovzhoda skozi ogromen (35 metrov visok) paradni portal vodi na dvorišče. Na nasprotni strani dvorišča se dviga monumentalna kupola nad kvadratno podlago, visoka približno 40 m. Kupola je največja kupola mošeje. Kljub temu kupole z dvorišča ni mogoče videti, saj je celotna stavba od znotraj prekrita z veličastnim pištakom, ki je uokvirjal monumentalni, globoko vgrajeni ivan. Ivan ne omogoča vstopa v spodnjo konstrukcijo, ki podpira kupolo; to je mogoče storiti le s strani. Dve drugi kupoli, povezani z ivani, skromnejših dimenzij, sta obrnjeni proti sredini dolgih stranic dvorišča. Tako mošeja Bibi Kanum izvaja klasični arhitekturni tip »sheme štirih ivanov«.[17]
Prej so bile znotraj dvorišča odprte galerije, visoke 7,2 m. Njihov pokrov je nastal z jukstapozicijo številnih majhnih, ravnih opečnih obokov in kupol, ki jih je podpiral gozd več kot 400 marmornih stebrov in opornikov. Danes je mogoče videti le namige galerij.
Štirje minareti na zunanjih vogalih kompleksa so bili obnovljeni. Štirje drugi, bolj veličastni minareti, ki so obdajali portalni lok vhoda in piščak glavne kupolaste stavbe, še niso dokončani.
Sredi dvorišča je kamniti podstavek – ogromno stojalo za Koran – izdelano iz okrašenih marmornih blokov. Ta izjemen element izvira iz časa Timurja.
Ogromna mošeja Bibi Kanum s tremi kupolami, pokritimi galerijami in odprtim dvoriščem je bila namenjena zbiranju celotnega moškega prebivalstva mesta Samarkand na skupnih petkovih molitvah.
Pri gradnji treh kupol mošeje Bibi Kanum, ki je bila dovršena v Timurjevem času, je bila uporabljena ena pomembna inovacija: dvojna konstrukcija, kjer notranja kupolasta dvorana niti po obliki niti po višini ne ustreza obliki kupole od zunaj. Med notranjim stropom in zunanjo kupolo je votli prostor. Ta konstrukcija kupole je omogočila, da je glavna dvorana mošeje ohranila proporce in estetiko 30 m visoke notranjosti nad mihrabom. Medtem je bilo mogoče 40 m visoko zunanjo kupolo glavne stavbe zasnovati za maksimalen vtis in vidljivost. Ta shema je bila uporabljena tudi za stranske kupolaste strukture, kar je omogočilo izdelavo skromnih stavb, figurativnih stolpastih struktur z elegantnimi melonastimi in vzdolžno rebrastimi zunanjimi kupolami.
Notranjost mošeje vsebuje pozlato, ki posnema lokalne brokatne vezenine. Mošeja Bibi Kanum je bila eden najambicioznejših arhitekturnih projektov timuridskega obdobja in je vplivala na arhitekturo Srednje Azije, pa tudi Irana in Afganistana.

## Galerija
- Pogled
- Zahodni ivan
- Severni ivan
- Mavzolej Bibi Kanum pred mošejo